# Globoeuxestus javanus
Globoeuxestus javanus là một loài bọ cánh cứng trong họ Cerylonidae. Loài này được Arrow miêu tả khoa học năm 1926.